# Massingir (distrito)

Localização do distrito de Massingir em Moçambique

O distrito de Massingir está situado na parte central da província de Gaza, em Moçambique. A sua sede é a vila de Massingir.
Tem limites geográficos, a norte com o distrito de Chicualacuala, a leste com os distritos de Mabalane e Chókwè, a sul com o distrito de Magude da província de Maputo e a oeste é limitado pela África do Sul.
O distrito de Massingir tem uma superfície de 5 878 km² e uma população recenseada em 2007 de 29 304 habitantes, tendo como resultado uma densidade populacional de 5 habitantes/km² e correspondendo a um aumento de 31,5% em relação aos 22 284 habitantes registados no Censo de 1997.
É neste distrito que se situa a Barragem de Massingir, estrutura erguida no Rio dos Elefantes. A água retida na sua albufeira de 150 km² destina-se à irrigação.
| Parâmetros   | Local                 |
| Temperatura  | 23.5 °C é a (T) média |
| Precipitação | 517 mm                |
| pH           | 6,0                   |

## Divisão administrativa
O distrito está dividido em três postos administrativos: Massingir, Mavodze e Zulo, compostos pelas seguintes localidades:
- Posto Administrativo de Massingir
  - Ringane
  - Tihovene
- Posto Administrativo de Mavodze
  - Chibotane
  - Machamsa
  - Mavodze
- Posto Administrativo de Zulo: 
  - Chissenguele
  - Chitar
  - Zulo

## Ligação externa
Perfil do distrito de Massingir, Edição 2014